# Southern Suppliers FC
Southern Suppliers FC (wł. A. C. Forniture Sud) – performance delegowany pomysłu Maurizia Catellana z 1991 roku.

## Opis
W 1991 roku Maurizio Cattelan utworzył drużynę piłkarską złożoną wyłącznie z imigrantów pochodzących z Afryki Północnej, która zagrała we włoskiej lidze okręgowej. Zespół otrzymał ironiczną nazwę Southern Suppliers FC (pol. Klub Piłkarski Dostawców z Południa), która nawiązuje do jednego z nisko opłacanych zawodów wykonywanych zwyczajowo przez afrykańskich imigrantów. Koszulki drużyny zdobiło logo fikcyjnego sponsora Rauss, którego nazwa w języku niemieckim oznacza: wynoś się, precz.

## Interpretacja
Brytyjska historyczka sztuki Claire Bishop omówiła projekt Southern Suppliers FC na łamach swojej publikacji pt. Sztuczne piekła. Sztuka partycypacyjna i polityka widowni. Był on jednym z przykładów, którym posłużyła się, by wyodrębnić trzy rodzaje performansu delegowanego. Jednocześnie postuluje potrzebę zredefiniowania tej dziedziny sztuki w ogóle.
Southern Suppliers FC jest jednym z wczesnych przykładów performansu delegowanego. Bishop klasyfikuje go jako performans delegowany I typu, w którym artysta powierza odpłatnie nieprofesjonalistom zadanie odegrania pewnego aspektu ich tożsamości. Ten typ performansu można określić jako rzeźbę społeczną albo żywą instalację. W tym wypadku rzeczywiści imigranci z Afryki Północnej prezentują się jako tacy w ramach nieoczywistego kontekstu jakim są rozgrywki włoskiej ligi okręgowej. Projekt był określany przez krytyków jako niemoralny, gdyż Cattelan wykorzystał do realizacji swojej wizji artystycznej nisko opłacanych robotników. Bishop zwraca jednak uwagę, że identyczny mechanizm wyzysku w innych obszarach gospodarki jest tolerowany przez społeczeństwo. Ludzie oczekują wyższej postawy moralnej od artystów niż od przedsiębiorców. Catellan wykorzystuje te same metody jakimi posługują się kapitaliści, by zszokować społeczeństwo i w efekcie podważyć zasadę systemu. Bishop przeciwstawia ideę Catellana czy działającego według podobnego schematu Santiago Sierry sztuce gali tudzież sztuce targów sztuki, tj. takiej, która rzeczywiście dokonuje wyzysku najemników w celu uatrakcyjnienia i wypromowania wydarzenia w mediach. Jako przykład złego performansu delegowanego podaje akcję bez tytułu Mariny Abramović, w której kilkudziesięciu nisko opłacanych wykonawców klęczało pod stołami, przy których spożywali kolację uczestnicy prestiżowej gali LA MOCA w Los Angeles.
Bishop nakreśla szerszy kontekst akcji, w którym afrykańscy imigranci spotykają się z niechęcią włoskiego społeczeństwa. Zauważa, że gwiazdy Serie A pochodzenia afrykańskiego są inaczej odbierane niż wykonujący pospolite prace imigranci. W tym kontekście, projekt Catellana niejako antycypuje niepokoje społeczne w Europie w okresie kryzysu migracyjnego (od 2015 roku). W podobnym tonie wypowiada się Nancy Spector, kuratorka Muzeum Guggenheima w Nowym Jorku. Uważa ona, że prace Catellana wielokrotnie okazywały się profetyczne. Southern Suppliers FC przepowiada utworzenie w 1994 roku ksenofobicznej partii Forza Italia. Porównuje ona ten performance do innych znanych dzieł artysty: La Nona Ora (1999) poprzedzającego ujawnienie nadużyć seksualnych w Kościele katolickim, Ave Maria (2007) przestrzegającego przed neonazizmem czy Ameryki (2015) zapowiadającej zwycięstwo Donalda Trumpa w wyborach prezydenckich w kolejnym roku.
Claire Bishop  zauważa, że artyści już dawniej zatrudniali wykonawców swoich prac. O ile jednak wcześniej realizowali oni po prostu wizję artysty, to w performansie delegowanym, który wyodrębnił się na początku lat 90. XX wieku, przedmiotem dzieła sztuki jest sama pozycja najemnika.